# مجدرة (آلة)

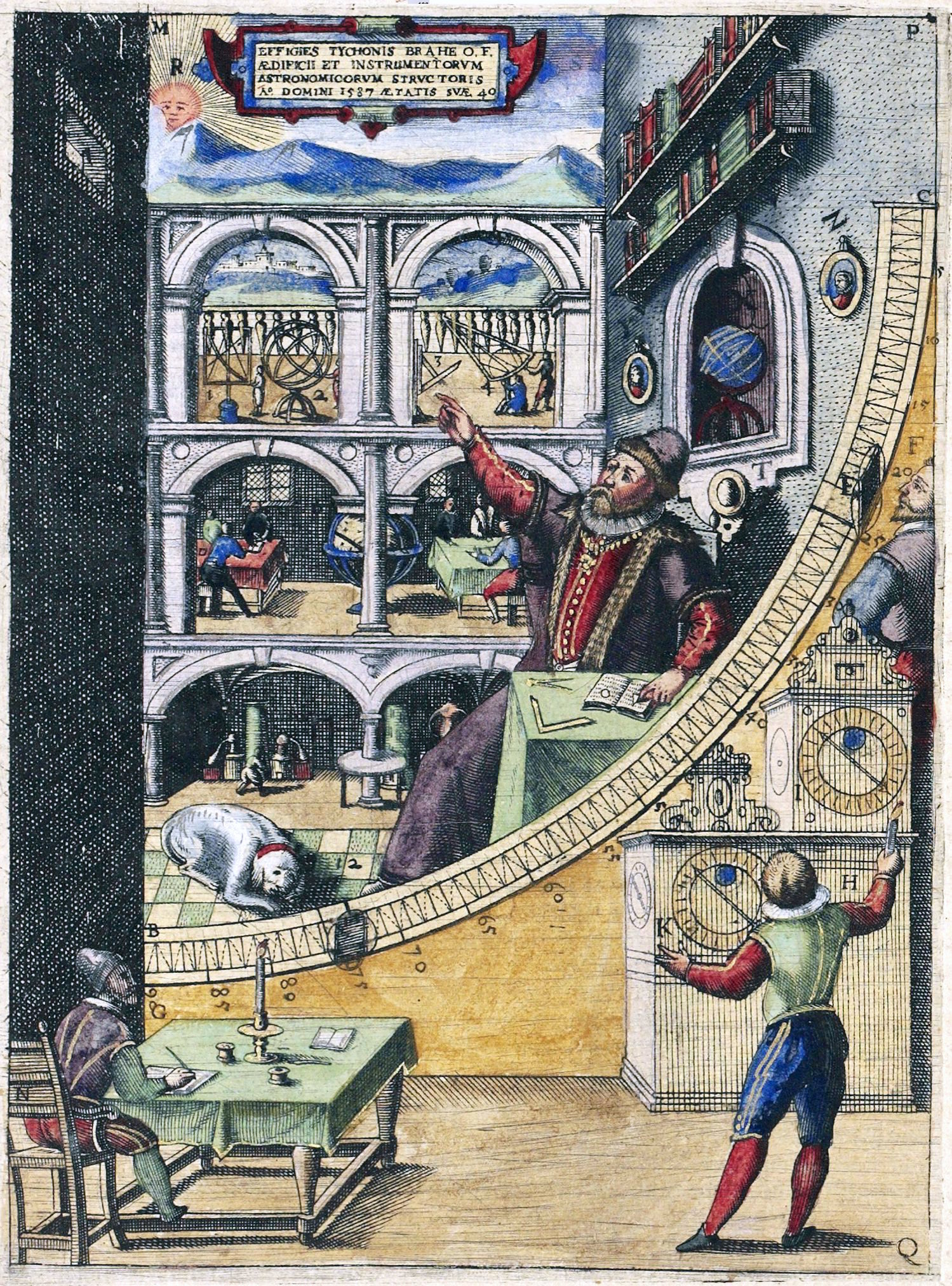
مجدرة تيخو براهي

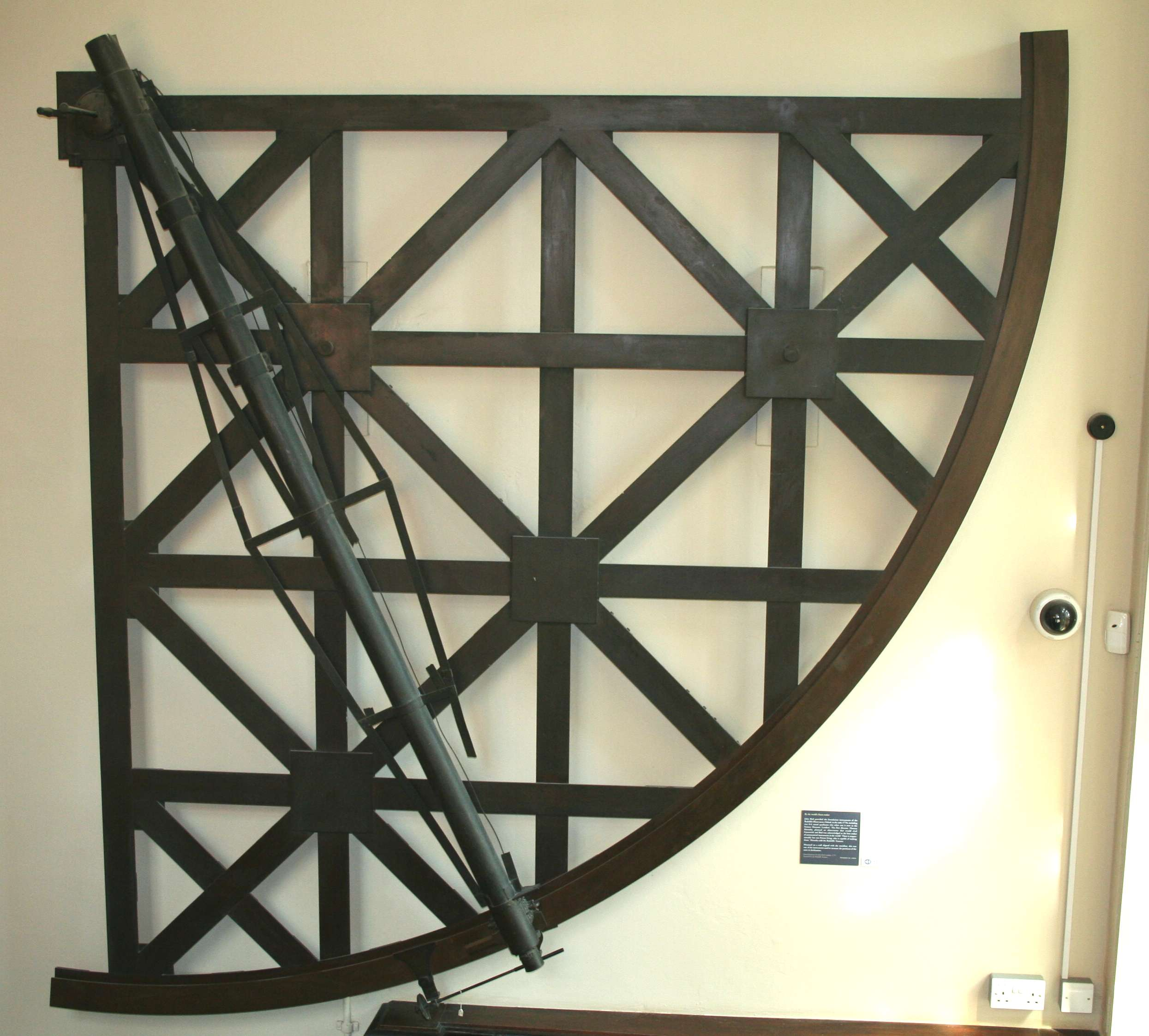
مِجْدَرَة رُباعيَّة بُنيَت إطارًا مُثبتًا على الحائط. صَنَع هذه الآلة جون بيرد عام 1773، وهي موجودة اليوم في متحف تاريخ العلوم، بأكسفورد.

المِجْدَرَة أو الآلة الجدارية هي أداة لقياس الزاوية، وتكون إما مثبتة على الجدار أو مدمجة فيه. للأغراض الفلكية، وُجِّهَت هذه الجدران بحيث تقع بالضبط على خط الزوال السماوي. كانت المِجْدَرة التي تقيس الزوايا من 0 إلى 90 درجة تسمى مِجْدَرة رُباعية. اُستخَدمَت أجهزةً فلكيةً في مصر القديمة، واليونان القديمة. إدموند هالي - بسبب عدم وجود مساعد وسلك عمودي واحد فقط في عبوره - اقتصر على استخدام المِجْدَرة الرُباعية التي بناها جورج غراهام، بعد تشييدها في عام 1725 داخل المرصد الملكي، في غرينتش. تم إجراء أول رَصد لبرادلي من هذه المجدرة الرباعية، كان في 15 حزيران 1742. عُرِفَت المِجْدَرة الرُباعية بـ«الأداة المثالية» لمراصد القرن الثامن عشر (أي 1700). وقد صعدَت إلى الصدارة في مجال علم الفلك الموضعي في هذا الوقت.

## البناء

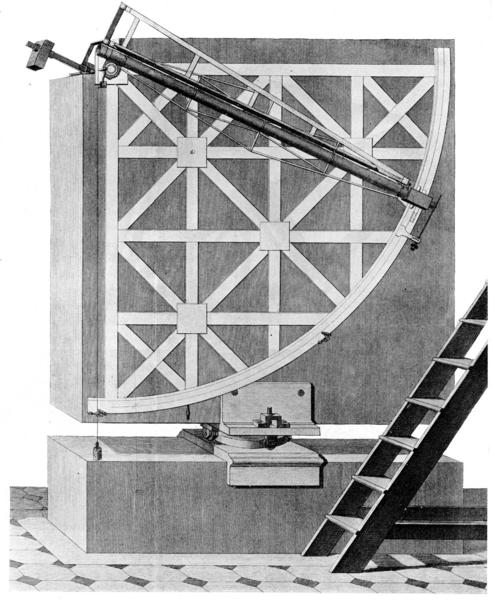
كانت مِجْدَرة بيرد الرباعية لسنوات عديدة الأداة الرئيسة، لمرصد مانهايم في ألمانيا، كما تعرض الصورة المِجدرة مثبتة.

بُنيَت العديد من المِجْدَرات الرباعية القديمة، عن طريق وضع علامات مباشرة على أسطح الجدران. أما الأدوات الحديثة فقد صُنِعَت بإطار أُنشِئ بدقة وثُبِّت بشكل دائم على الحائط. يُميِّز القوس بأقسام وعلامات، على الأغلب تكون بالدرجات وكسور الدرجة. في أقدم المِجْدَرات، يُوضَع مؤشر في وسط القوس. يمكن للمراقب أن يحرك الأداة بمؤشر ثانٍ على طول القوس حتى يتماشى خط الرؤية من مؤشر الجهاز المتحرك عبر المؤشر الموجود في مركز القوس مع الجرم الفلكي. تُقرأ الزاوية بعد ذلك، وتُظهر ارتفاع الجسم أو ارتفاعه. في الأدوات الصغيرة، يمكن استخدام العضادة. تستخدم المِجْدَرَات الأكثر حداثة مِقرابًا مع عدسة شبكية لمراقبة الكائن.
بُنيَت العديد من المِجْدَرَات الرباعية، التي منحَت المراقب القدرة على قياس مدى 90 درجة من الارتفاع. كانت هناك أيضًا مجدرات سداسية [الإنجليزية] تقرأ 60 درجة. عُرِفَت المِجْدَرَات الرباعية في القرن السابع عشر بتكلفتهم العالية، حيث كلفَت فلامستيد 120 جنيهًا (عام 1689)، وكلَّفَت إدموند هالي أكثر من 200 جنيه (عام 1725). إن مبلغ 120 جنيهًا في عام 1689 يصل إلى أكثر من 30 ألف دولار أمريكي في عام 2019، ومبلغ 200 جنيه إسترليني في عام 1725 يصل إلى أكثر من 50000 دولارًا أمريكيًّا في عام 2019. وقد كانت المِجْدَرَات الرباعية الثابتة الكبيرة أكثر تكلفة من المِجْدَرَات الرباعية المحمولة العادية، إذ تُكلف مِجْدَرة بيرد البالغة قدمين 70 جنيهًا.

## الاستخدام
من أجل قياس موضع جرم فلكي، على سبيل المثال نجم، يحتاج المراقب إلى ساعة فلكية بالإضافة إلى مِجْدَرَة. من خلال قياس الوقت على مدار الساعة، يُلاحظ وجود النجم المُراد قياسه مع الأداة حتى يعبر مؤشرًا والذي يُوضِّح العبور الفلكي لخط الزوال. في هذه اللحظة، يُسجَّل الوقت على مدار الساعة وكذلك الارتفاع الزاوي للنجم. ينتج عن هذا تسجيل الموقع بإحداثيات الأداة. إذا لم يتم تحديد قوس الجهاز بالنسبة إلى خط الاستواء السماوي، فسيُصحَّح الارتفاع وفقًا للاختلاف، مما يؤدي إلى الميل الاستوائي للنجم. إذا كانت الساعة الفلكية متزامنة بدقة مع النجوم، فإن الوقت ينتج عنه المطلع المستقيم مباشرةً.

## مِجْدَرَات مشهورة

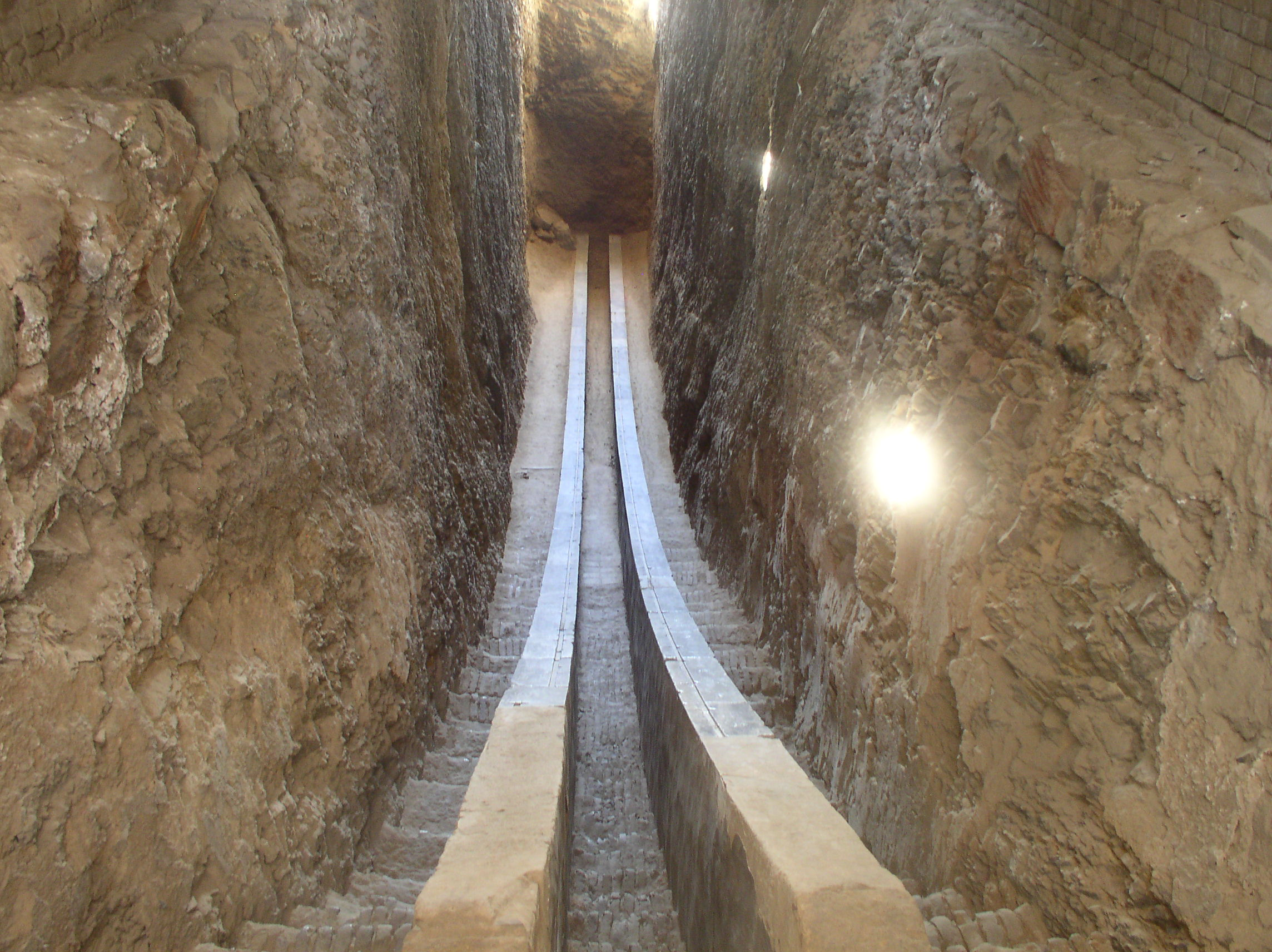
مِجْدَرَة أولوغ بيك السداسية، التي شُيِّدَت في سمرقند، في أوزبكستان، خلال القرن الخامس عشر.

- بنى أبو محمود الخجندي المِجْدَرَة السداسية في الري بإيران، عام 994 م.[5]
- شيد أولوغ بيك المِجْدَرَة السداسية الفخرية في سمرقند التي يبلغ نصف قطرها 40 مترًا.[6] كما هي موضحة في الصورة الأخيرة، بُنِي القوس بدقة مع درج على كلا الجانبين لإمكانية الوصول للمساعدين، الذين أجروا القياسات.
- مِجْدَرَة تيخو براهي الرباعية في أورانيبورغ في هفين (الآن تُسمى المدينة فين، وتقع في السويد).
- المِجْدَرَة الرباعية في المرصد الملكي، بغرينتش، شرق لندن.
- مِجْدَرَة بطليموس الرباعية بالإسكندرية. يُشار إلى هذه الأداة أيضًا باسم القاعدة.[7]
- تمثل الكوكبة المتقادمة مجدرة رباعية (كوكبة) [الإنجليزية] مِجْدَرَة رباعية.
- المِجْدَرَة الرباعية في مرصد مانهايم في ألمانيا. هذه آلة أخرى لجون بيرد.

## طالِع أيضًا
- قائمة الآلات الفلكية